# Llista de topònims de Bolvir
Llista de topònims (noms propis de lloc) del municipi de Bolvir, a la Baixa Cerdanya
Informació actualitzada per un bot. Els canvis manuals es perdran quan s'actualitzi!

## entitat singular de població
| imatge | Nom               | Ubicat a | instància de                                   | Detalls | coordenades                                                                     | Protecció | Commons (més fotos) | Dades a WD                    |
| ------ | ----------------- | -------- | ---------------------------------------------- | ------- | ------------------------------------------------------------------------------- | --------- | ------------------- | ----------------------------- |
|        | Bolvir            | Bolvir   | entitat singular de població capital municipal | 293 hab | 42° 25′ 07″ N, 1° 52′ 43″ E / 42.41859578°N,1.87872584°E 1129 msnm              |           |                     | Modifica les dades a Wikidata |
|        | Raval del Castell | Bolvir   | entitat singular de població                   | 61 hab  | 42° 25′ 24″ N, 1° 52′ 58″ E / 42.42344°N,1.882842°E 1150 msnm                   |           |                     | Modifica les dades a Wikidata |
|        | Talltorta         | Bolvir   | entitat singular de població                   | 15 hab  | 42° 24′ 14″ N, 1° 53′ 59″ E / 42.40393889°N,1.89960278°E 1089 msnm              |           | Talltorta           | Modifica les dades a Wikidata |
|        | el Golf           | Bolvir   | entitat singular de població                   | 44 hab  | 42° 24′ 54″ N, 1° 53′ 52″ E / 42.414888888889°N,1.8978055555556°E 1123 msnm     |           |                     | Modifica les dades a Wikidata |
|        | el Remei          | Bolvir   | entitat singular de població                   | 29 hab  | 42° 24′ 57″ N, 1° 52′ 22″ E / 42.4157°N,1.8727°E 1157 msnm                      |           |                     | Modifica les dades a Wikidata |
|        | la Corona         | Bolvir   | entitat singular de població                   | 7 hab   | 42° 24′ 43″ N, 1° 53′ 04″ E / 42.41194403°N,1.884412766°E 1131.208 msnm         |           |                     | Modifica les dades a Wikidata |
|        | la Ferratgeta     | Bolvir   | entitat singular de població                   | 25 hab  | 42° 25′ 18″ N, 1° 53′ 08″ E / 42.421677951041°N,1.8854571150285°E 1131 msnm     |           |                     | Modifica les dades a Wikidata |
|        | la Pleta          | Bolvir   | entitat singular de població                   | 5 hab   | 42° 25′ 08″ N, 1° 52′ 11″ E / 42.418821988187°N,1.8697069470422°E 1180.293 msnm |           |                     | Modifica les dades a Wikidata |
|        | les Espiraltes    | Bolvir   | entitat singular de població                   | 18 hab  | 42° 25′ 01″ N, 1° 52′ 33″ E / 42.4170809078748°N,1.87581526305239°E 1139 msnm   |           |                     | Modifica les dades a Wikidata |

## església
| imatge | Nom                                  | Ubicat a | instància de     | Detalls                                                                         | coordenades                                                                                  | Protecció                      | Commons (més fotos)                           | Dades a WD                    |
| ------ | ------------------------------------ | -------- | ---------------- | ------------------------------------------------------------------------------- | -------------------------------------------------------------------------------------------- | ------------------------------ | --------------------------------------------- | ----------------------------- |
|        | Mare de Déu de l'Esperança           | Bolvir   | església         | Estil: arquitectura romànica 14th century                                       | 42° 25′ 10″ N, 1° 52′ 44″ E / 42.4195°N,1.87894°E ca:Carrer de l'Església 1137 msnm          | bé cultural d'interès local    | Mare de Déu de l'Esperança (Bolvir)           | Modifica les dades a Wikidata |
|        | Sant Andreu                          | Bolvir   | església capella |                                                                                 | 42° 25′ 06″ N, 1° 52′ 22″ E / 42.4183309652039°N,1.87290512361921°E                          |                                |                                               | Modifica les dades a Wikidata |
|        | Sant Climent de Talltorta            | Bolvir   | església         | Estil: arquitectura popular 18th century                                        | 42° 24′ 13″ N, 1° 53′ 58″ E / 42.403532°N,1.899397°E ca:Talltorta 1087 msnm                  | bé cultural d'interès nacional | Sant Climent de Talltorta                     | Modifica les dades a Wikidata |
|        | Sant Rafael de Bolvir                | Bolvir   | església capella | Estil: arquitectura popular                                                     | 42° 24′ 59″ N, 1° 52′ 42″ E / 42.416296°N,1.878384°E 1109 msnm                               | bé cultural d'interès local    |                                               | Modifica les dades a Wikidata |
|        | Santa Cecília de Bolvir              | Bolvir   | església         | Estil: arquitectura romànica Anomenat per: Cecília de Roma                      | 42° 25′ 11″ N, 1° 52′ 43″ E / 42.41972583°N,1.87872583°E ca:Plaça de l'Església              | bé cultural d'interès local    | Santa Cecília de Bolvir                       | Modifica les dades a Wikidata |
|        | santuari de la Mare de Déu del Remei | Bolvir   | església         | Arquitecte: Calixte Freixa i Pla Estil: historicisme arquitectònic 19th century | 42° 25′ 12″ N, 1° 53′ 25″ E / 42.419988°N,1.890232°E ca:Prop de la Torre del Remei 1151 msnm | bé cultural d'interès local    | Santuari de la Mare de Déu del Remei (Bolvir) | Modifica les dades a Wikidata |

## granja
| imatge | Nom              | Ubicat a | instància de | Detalls | coordenades                                                         | Protecció | Commons (més fotos) | Dades a WD                    |
| ------ | ---------------- | -------- | ------------ | ------- | ------------------------------------------------------------------- | --------- | ------------------- | ----------------------------- |
|        | Granja Po        | Bolvir   | granja       |         | 42° 24′ 54″ N, 1° 52′ 31″ E / 42.4149052480608°N,1.87530000120732°E |           |                     | Modifica les dades a Wikidata |
|        | Granja Sirvent   | Bolvir   | granja       |         | 42° 24′ 45″ N, 1° 52′ 24″ E / 42.4125611412127°N,1.87320290298072°E |           |                     | Modifica les dades a Wikidata |
|        | Granja de Bolvir | Bolvir   | granja       |         | 42° 24′ 56″ N, 1° 52′ 20″ E / 42.4156678944224°N,1.87226004378654°E |           |                     | Modifica les dades a Wikidata |

## masia
| imatge | Nom                 | Ubicat a | instància de | Detalls | coordenades                                                         | Protecció | Commons (més fotos) | Dades a WD                    |
| ------ | ------------------- | -------- | ------------ | ------- | ------------------------------------------------------------------- | --------- | ------------------- | ----------------------------- |
|        | Mas Aransó          | Bolvir   | masia        |         | 42° 25′ 18″ N, 1° 53′ 35″ E / 42.4216976601472°N,1.89308305612104°E |           |                     | Modifica les dades a Wikidata |
|        | Mas Arbó            | Bolvir   | masia        |         | 42° 24′ 12″ N, 1° 54′ 18″ E / 42.4034052685261°N,1.90511881989291°E |           |                     | Modifica les dades a Wikidata |
|        | Mas Sallent         | Bolvir   | masia        |         | 42° 25′ 08″ N, 1° 52′ 22″ E / 42.4188598264744°N,1.87265256033337°E |           |                     | Modifica les dades a Wikidata |
|        | la Farga            | Bolvir   | masia        |         | 42° 24′ 06″ N, 1° 53′ 40″ E / 42.4015928758621°N,1.8945666215361°E  |           |                     | Modifica les dades a Wikidata |
|        | la Molina de Bolvir | Bolvir   | masia        |         | 42° 24′ 19″ N, 1° 52′ 38″ E / 42.405387357272°N,1.8772392770826°E   |           |                     | Modifica les dades a Wikidata |
|        | mas d'Aravó         | Bolvir   | masia        |         |                                                                     |           |                     | Modifica les dades a Wikidata |

## molí d'aigua
| imatge | Nom                  | Ubicat a | instància de | Detalls                     | coordenades                                                    | Protecció                                  | Commons (més fotos) | Dades a WD                    |
| ------ | -------------------- | -------- | ------------ | --------------------------- | -------------------------------------------------------------- | ------------------------------------------ | ------------------- | ----------------------------- |
|        | Antic Molí de Bolvir | Bolvir   | molí d'aigua | Estil: arquitectura popular | 42° 24′ 20″ N, 1° 52′ 37″ E / 42.405423°N,1.876836°E           | bé integrant del patrimoni cultural català |                     | Modifica les dades a Wikidata |
|        | Molí Nou de Bolvir   | Bolvir   | molí d'aigua | Estil: arquitectura popular | 42° 24′ 18″ N, 1° 52′ 41″ E / 42.404936°N,1.878094°E 1072 msnm | bé integrant del patrimoni cultural català |                     | Modifica les dades a Wikidata |

## muntanya
| imatge | Nom                | Ubicat a | instància de | Detalls | coordenades                                                  | Protecció | Commons (més fotos) | Dades a WD                    |
| ------ | ------------------ | -------- | ------------ | ------- | ------------------------------------------------------------ | --------- | ------------------- | ----------------------------- |
|        | Puig de Bolvir     | Bolvir   | muntanya     |         | 42° 25′ 37″ N, 1° 52′ 54″ E / 42.427°N,1.88174°E 1227.5 msnm |           |                     | Modifica les dades a Wikidata |
|        | Roca de Tirallonga | Bolvir   | muntanya     |         | 42° 25′ 54″ N, 1° 52′ 34″ E / 42.4318°N,1.87621°E            |           |                     | Modifica les dades a Wikidata |

## pont
| imatge | Nom                | Ubicat a                     | instància de      | Detalls                                                   | coordenades                                                                                | Protecció                   | Commons (més fotos) | Dades a WD                    |
| ------ | ------------------ | ---------------------------- | ----------------- | --------------------------------------------------------- | ------------------------------------------------------------------------------------------ | --------------------------- | ------------------- | ----------------------------- |
|        | Pont de Querol     | Bolvir                       | pont              | Travessa: riu Querol                                      | 42° 24′ 10″ N, 1° 54′ 04″ E / 42.40279962737°N,1.90111937131471°E                          |                             |                     | Modifica les dades a Wikidata |
|        | Pont de Soler      | Bolvir Fontanals de Cerdanya | pont pont enrunat | Estil: arquitectura popular Travessa: Segre Estat: ruïnós | 42° 23′ 52″ N, 1° 53′ 56″ E / 42.3977°N,1.89897°E ca:Camí de Talltorta, sobre el riu Segre | bé cultural d'interès local |                     | Modifica les dades a Wikidata |
|        | Pont dels Llossers | Bolvir                       | pont              |                                                           |                                                                                            | bé cultural d'interès local |                     | Modifica les dades a Wikidata |

## Misc
| imatge | Nom                                | Ubicat a                     | instància de                 | Detalls                                                             | coordenades                                                                                       | Protecció                                            | Commons (més fotos)                | Dades a WD                    |
| ------ | ---------------------------------- | ---------------------------- | ---------------------------- | ------------------------------------------------------------------- | ------------------------------------------------------------------------------------------------- | ---------------------------------------------------- | ---------------------------------- | ----------------------------- |
|        | Casa Riviere                       | Bolvir                       | edifici                      |                                                                     |                                                                                                   | bé integrant del patrimoni cultural català           |                                    | Modifica les dades a Wikidata |
|        | Jaciment Arqueològic del Castellot | Bolvir                       | jaciment arqueològic         | Estat: obert al públic bon estat                                    |                                                                                                   | bé cultural d'interès local                          | Jaciment Arqueològic del Castellot | Modifica les dades a Wikidata |
|        | Segre                              | Catalunya Pirineus Orientals | riu curs d'aigua riu aurífer | Desemboca: Ebre Llarg: 265km Conca: 22400km²                        | 42° 24′ 09″ N, 2° 06′ 30″ E / 42.4025°N,2.1084°E 41° 21′ 48″ N, 0° 18′ 16″ E / 41.3633°N,0.3044°E |                                                      | Segre River                        | Modifica les dades a Wikidata |
|        | Sequoies de la Torre del Remei     | Bolvir                       | arbre singular               | Taxon: sequoia gegant (Sequoiadendron giganteum)                    | 42° 25′ 13″ N, 1° 53′ 29″ E / 42.420411°N,1.891368°E                                              |                                                      |                                    | Modifica les dades a Wikidata |
|        | Torre de Bolvir                    | Bolvir                       | fortalesa                    |                                                                     | 42° 25′ 21″ N, 1° 52′ 58″ E / 42.4224806°N,1.8827778°E ca:Raval d'Amunt                           | bé d'interès cultural bé cultural d'interès nacional | La Torre de Bolvir                 | Modifica les dades a Wikidata |
|        | Torre del Remei                    | Bolvir                       | casa Ús: hotel               | Arquitecte: Calixte Freixa i Pla Estil: arquitectura eclèctica 1910 | 42° 25′ 14″ N, 1° 53′ 28″ E / 42.4206°N,1.89121°E ca:Camí Reial                                   | bé integrant del patrimoni cultural català           | Torre del Remei                    | Modifica les dades a Wikidata |
|        | casa consistorial de Bolvir        | Bolvir                       | casa consistorial            |                                                                     | 42° 25′ 05″ N, 1° 52′ 48″ E / 42.4181578°N,1.8799791°E                                            |                                                      |                                    | Modifica les dades a Wikidata |
|        | serra de la Mata de l'Ós           | Bolvir Ger Guils de Cerdanya | serra                        |                                                                     | 42° 26′ 25″ N, 1° 51′ 02″ E / 42.4403°N,1.8505°E 1891.4 msnm                                      |                                                      |                                    | Modifica les dades a Wikidata |